# Felix Spieß
Felix Spieß (* 17. August 1972 in Ludwigsburg) ist ein deutscher Schauspieler und Synchronsprecher.

## Werdegang
Felix Spieß war von 1994 bis 2003 Gitarrist bei der Berliner Band delicate, mit der er 2000 das Album ‚Kali Yuga‘ (WEA) veröffentlichte. Er war außerdem in diversen Rollen auf deutschen Bühnen zu sehen und tourte ein halbes Jahr als Hans Scholl in Die Weisse Rose durch Deutschland und spielt an unzähligen Schulen.
Er ist seit 2006 festes Ensemble-Mitglied am Kinder-Musik-Theater Atze in Berlin. Er ist dort zu sehen in Oh, wie schön ist Panama, Rico, Oskar und die Tieferschatten, Die Kleine Meerjungfrau, Hier kommt Lupe, Kletter Ida, Einstein, Steffi und der Schneemann und Das Sams.
Spieß wirkte in diversen Kurzfilmen mit. So war er als Goethe in der MDR-Produktion Geschichte Mitteldeutschlands zu sehen.
Spieß ist seit 2001 als Synchronsprecher tätig.

## Synchronarbeiten (Auswahl)

### Filme
- 2004: Miracle – Das Wunder von Lake Placid als Dave Silk
- 2008: Kein Sterbenswort als Philippe Neuville für Guillaume Canet
- 2009: The International als Mario Calvini
- 2010: Takers – The Final Job als Jake Attica für Michael Ealy
- 2010: Greta als Lou
- 2010: Fair Game – Nichts ist gefährlicher als die Wahrheit als Fred für Ty Burrell
- 2010: Skyline als Jarrod für Eric Balfour
- 2011: Brothers als Major Cavazos für Clifton Collins Jr.
- 2012: Super – Shut Up, Crime! als Toby für Sean Gunn
- 2012: Die Liebenden – von der Last, glücklich zu sein als Mathieu
- 2012: Wie beim ersten Mal als Brad Soames
- 2013: Austenland als Captain East
- 2015: Demonic: Haus des Horrors als John für Dustin Milligan
- 2015: A Royal Night – Ein königliches Vergnügen
- 2016: Survival Game für Vadim Tsallati als Kieran
- 2024: Beverly Hills Cop: Axel F für Mark Pellegrino als Det. Beck

### Serien
- 2006: Ouran High School Host Club (Animeserie) als Kyouya Ootori
- 2007: The Black Donnellys als Sean Donnelly für Michael Stahl-David
- 2008: Noah’s Arc als Ricky Davis für Christian Vincent
- 2008: Blue Dragon (Animeserie) als General Logi
- 2008–2010: Black Butler (Animeserie) als Bardroy
- 2009: Power Rangers Jungle Fury als Dai Shi
- 2009: Prison Break als Downey für Ted King
- 2009, 2011: L.A. Crash als Kenny Battaglia für Ross McCall
- 2009–2011: Yu-Gi-Oh! 5D’s (Animeserie) als Rex Goodwin
- 2009–2016: Castle als Javier Esposito für Jon Huertas
- 2010–2011: Call Me Fitz als Larry
- 2011–2013: Grand Hotel als Andrés Alarcón Salinas
- 2011, 2013–2014: Die Oktonauten (Animationsserie) als Dr. Sebastian
- 2011–2019: Suits als Benjamin
- 2012: Common Law als Det. Travis Marks für Michael Ealy
- 2012: Unforgettable als Det. Roe Sanders für Kevin Rankin
- 2012: Common Law als Det. Travis Marks für Michael Ealy
- 2012–2013: Misfits als Seth
- 2012–2017: Rizzoli & Isles als Frankie Rizzoli Jr. für Jordan Bridges
- 2013: Last Resort als Lt. Chris Cahill
- 2013: The Returned als Serge für Guillaume Gouix
- 2013–2014: Chicago Fire als Det. Antonio Dawson für Jon Seda
- 2013–2015: Da Vinci’s Demons als Leonardo da Vinci für Tom Riley
- 2013–2016: Saving Hope als Dr. Joel Goran für Daniel Gillies
- 2014: Almost Human als DRN-0167 „Dorian“ für Michael Ealy
- 2014: Oz – Hölle hinter Gittern als Miguel Alvarez für Kirk Acevedo
- 2014: Psycho-Pass (Animeserie) als Nobuchika Ginoza
- 2014–2019: Chicago P.D. als Det. Antonio Dawson für Jon Seda
- 2015–2016: Mr. Robot als Ollie Parker für Ben Rappaport
- 2016: American Crime Story als Carl E. Douglas für Dale Godboldo
- 2018: Fear the Walking Dead als Jim Brauer für Aaron Stanford
- 2022–2024: Sonic Prime als Shadow the Hedgehog

### Hörspiele
- 2022: Die 3 Senioren 12: Schatten der Vergangenheit (als Norman Everglade III.)
- 2022: Die 3 Senioren 13: Das Geheimnis des Unsichtbaren (als Norman Everglade III.)
- seit 2022: Dark Holmes (als Doctor Watson)

### Spiele
- 2017: Assassin’s Creed Origins als Bayek
- 2022: As Dusk Falls als Vince Walker
- 2024: Sonic X Shadow Generations als Shadow the Hedgehog